# Fer
José Antonio Fernández Fernández, conocido por su seudónimo Fer, (Mansilla de las Mulas, León, 23 de abril de 1949-Barcelona, 14 de septiembre de 2020) fue un historietista español. Fue el principal impulsor del Premio Internacional de Humor Gat Perich, galardón que él mismo recibió en 2005.

## Biografía
Le pusieron el nombre de José Antonio para recordar a un hermano mayor que había muerto antes de que él naciera. Su padre, Amador, era guardia civil, y se trasladó con su larga familia a Mollet del Vallés desde León cuando él tenía cuatro años. Fer siempre conservó con orgullo su identidad leonesa. Tempranamente interesado por el dibujo, con ocho años envió un dibujo a la revista de historietas TBO que fue seleccionado y publicado. La editorial pagaba cinco duros de la época por cada dibujo seleccionado, pero se los quedó uno de sus nueve hermanos. Licenciado en Historia y Antropología, trabajó de profesor de secundaria en Barcelona. 
Comenzó a dibujar en las revistas Mata Ratos, En Patufet, Oriflama, Barrabás, El Temps y en el diario franquista La Prensa. 
Tras abandonar la actividad docente con una excedencia y consagrarse ya a tiempo completo al humor gráfico, dirigió la revista humorística de izquierdas El Papus. Y el 20 de septiembre de 1977 se salvó apenas de un atentado contra la misma por medio de paquete bomba del grupo terrorista Triple A, de ideología fascista. Colaboró con Tribuna, Don Balón... y en 1982 creó para la revista El Jueves, decana del humor en España, de la que también sería director en dos etapas distintas, su serie más famosa: Puticlub, sobre un prostíbulo rural leonés, de la que publicó ocho álbumes, seguida posteriormente por Historias Fermosas. Sustituyó a Cesc como dibujante de la viñeta diaria en el diario en lengua catalana El Punt Avui, aun sin compartir su ideología independentista.
En 1996 recibió el premio Ivà al mejor historietista y en 2005, el Premio Internacional de Humor Gat Perich.
Murió el 14 de septiembre de 2020 a consecuencia de un infarto.